# Instituto Universitario de Investigación en Estudios Norteamericanos
El Instituto Universitario de Investigación en Estudios Norteamericanos (o simplemente Instituto Franklin) es un instituto universitario de investigación y enseñanza dependiente de la Universidad de Alcalá, España. Su actividad se centra en el desarrollo de nuevas vías de colaboración institucional entre España y Norteamérica a través de iniciativas específicas basadas principalmente en la financiación de proyectos de investigación, la organización de encuentros internacionales y conferencias y el desarrollo de programas académicos para estudiantes estadounidenses.

## Objetivo
Su principal objetivo es servir como plataforma comunicativa, cooperativa y de unión entre España y Norteamérica, con el fin de promover el conocimiento mutuo.

## Historia
Fundado en 1987 por el entonces rector de la Universidad de Alcalá fue llamado en primera instancia Centro de Estudios Norteamericanos, ubicado en el Colegio de León hasta su posterior traslado al Colegio de Trinitarios Descalzos, edificio construido en la primera mitad del siglo XVII y que en 1994 fue recuperado y rehabilitado para adecuarlo a sus actividades académicas actuales. Esta es su localización actual en el centro de la ciudad de Alcalá de Henares.
En 2001 se convirtió en Instituto Universitario de Investigación en Estudios Norteamericanos, lo que supuso tanto un reconocimiento a la investigación realizada como un impulso a la ejecución de proyectos de mayor trascendencia.
En 2009 el Instituto incorporó el nombre de Benjamin Franklin a su anterior denominación, comenzando a ser conocido entonces como Instituto Franklin.
En 2010 creó su Consejo Asesor con objeto de potenciar el papel social del Instituto, consecuencia de ello fue la instauración en 2012, coincidiendo con el 25 aniversario de su fundación, del Galardón Camino Real.

## Miembros del Consejo
Consejo Académico (órgano de gobierno):
- Director: José Antonio Gurpegui Palacios
- Secretaria Académica: Esperanza Cerdá Redondo
- Vocales Investigadores: Julio Cañero Serrano, Jesús García Laborda, Luisa Juárez Hervás, José Morilla Critz, Martha Palacio Avendaño, Manuel Peinado Lorca, Francisco Manuel Sáez de Adana Herrero y Miguel Ángel de Zavala Gironés
- Directora de Programas y Formación Docente: Ángela Daniela Sauciuc
- Responsable de Doctorado, Máster e Investigadores: Carlos Herrero Martínez
- Responsable de Alumnos de Posgrado: Iulia Marcela Vescan.

Consejo Asesor (órgano referencial de consulta):
- Presidente: Antonio Vázquez Romero
- Vicepresidente: Joaquín Ayuso García
- Secretario: José Antonio Gurpegui Palacios
- Vocales: Amalia Blanco Lucas, Claudio Boada Pallerés, Daniel Carreño Álvarez,  José Ignacio Goirigolzarri Tellaeche, Bernardo Hernández González, Helena Herrero Starkie, y Miguel Zugaza Miranda.

## Galardón Camino Real

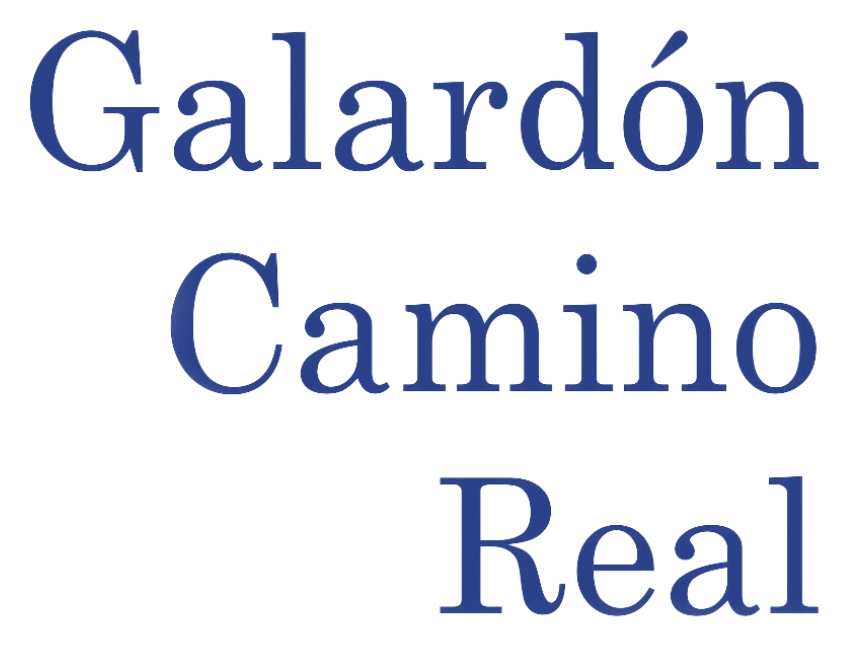
Logotipo del Galardón Camino Real

Con este galardón el Instituto Franklin pretende reconocer el trabajo de aquellos españoles que proyectan y potencian la imagen de España en la nación estadounidense. El reconocimiento a estas personas pretende ser, al mismo tiempo, un reconocimiento de la importancia que históricamente tuvo y tiene España en Norteamérica  desde la llegada de Ponce de León a la Florida en 1513. El rey Felipe VI ha sido el encargado de entregar este galardón desde su origen, en acto solemne celebrado en el Paraninfo de la Universidad de Alcalá. Los galardonados han sido: Plácido Domingo, Valentín Fuster, Pau Gasol, Antonio Banderas, Rafael Nadal y Ana Fernández-Sesma.

## Véase también

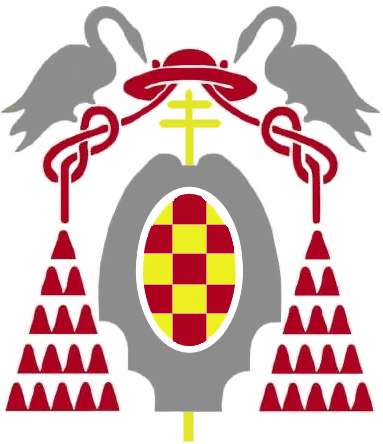
Escudo de la Universidad de Alcalá.